# Боднар, Ласло
Ла́сло Бо́днар (венг. Bodnár László; род. 25 февраля 1979[…], Матесалька, Сабольч-Сатмар-Берег) — венгерский футболист, защитник. Выступал за национальную сборную Венгрии.

## Биография
Ласло Боднар родился 25 февраля 1979 года в городе Матесалька, где прошло его детство. В школе изучал русский язык. По собственным воспоминаниям в школе был непоседой.

### Клубная карьера

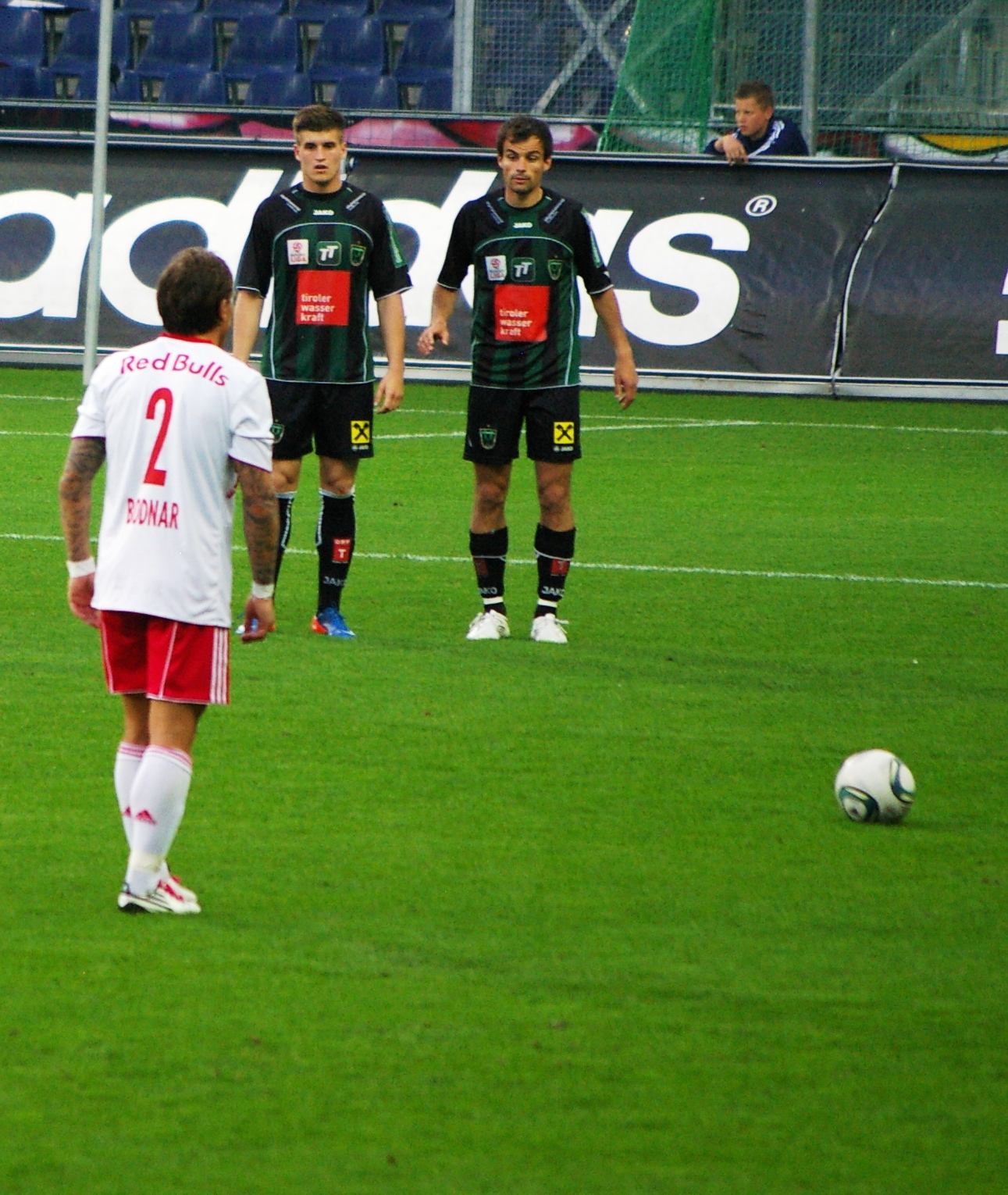
Ласло Боднар исполняет штрафной удар

Боднар начал свою профессиональную карьеру в 1996 году в «Дебрецене». Боднар стал лучшим молодым футболистом Венгрии в сезоне 1999/00.
В 2000 году подписал контракт с киевским «Динамо», клуб за него заплатил 500 тысяч долларов. Ласло стал первым венгром в «Динамо». Боднар приобретался для того, что бы составить конкуренцию возрастным игрокам на своей позиции — Дмитрулину и Мамедову.
Боднар стабильно выходил на поле когда главным тренером был Валерий Лобановский. В мае 2003 года Боднар получил травму на паховых кольцах, в результате чего он был прооперирован.
Осенью 2003 года Ласло был выставлен на трансфер. Позже появилась информация о заинтересованности в Боднаре загребское «Динамо» и «Гамбург». Тогда его интересы представлял агент Шандор Варга. В начале 2004 года провёл два сбора с российским «Сатурном», но команде не подошёл. В итоге Боднар был отдан в аренду в киевский «Арсенал» до конца сезона 2003/04, где провёл 7 матчей в чемпионате. По мнению Боднара он не смог заиграть в «Динамо» из-за конфликта с главным тренером Алексеем Михайличенко.
Летом 2004 года на правах свободного агента присоединился к нидерландскому клубу «Рода», подписав контракт по схеме «1+4». В январе 2006 года подписал трёхлетний контракт с австрийским клубом «Ред Булл» из Зальцбурга.
Летом 2010 года проходил просмотр в английском клубе «Шеффилд Юнайтед».

### Карьера в сборной
Выступал за сборные Венгрии до 17 и до 19 лет, а также за молодёжную сборную до 21 года. В составе молодёжной команды являлся капитаном. В составе национальной сборной Венгрии дебютировал 11 октября 2000 года в матче против Литвы. Всего в составе сборной провёл 45 матчей.

## Стиль игры
Боднар выступает на позиции правого защитника, может сыграть на фланге. Сайт Football.ua отмечает у него хорошую силу удара. Также у него отмечается мобильность и исполнение штрафных ударов. Главный тренер «Динамо» Валерий Лобановский ценил его за манеру игры на фланге — от лицевой до лицевой. Среди его минусов выделяют недостаточность тактических умений и прямолинейность в созидательной игре.

## Достижения
«Динамо» (Киев)
- Чемпион Украины (2): 2000/01, 2002/03
- Серебряный призёр чемпионата Украины: 2001/02
- Обладатель Кубка Украины: 2002/03
- Финалист Кубка Украины: 2001/02

«Ред Булл» (Зальцбург)
- Чемпион Австрии (2): 2006/07, 2008/09
- Серебряный призёр чемпионата Австрии: 2007/08
- Обладатель Кубка Австрии: 2006/07

«Дебрецен»
- Чемпион Венгрии: 2009/10
- Обладатель Кубка Венгрии: 2009/10

## Личная жизнь
Ласло Боднар увлекается музыкой, некоторое время он работал диджеем под псевдонимом DJ Hooper.
В конце августе 2009 года Боднар во время поездки на автомобиле около города Ньирбатор задавил насмерть велосипедиста. За это Ласло получил год тюрьмы условно, штраф 1 тысячу евро и полуторагодичного лишения водительских прав. Суд принял во внимание, что велосипедист был пьян.